# G20 del 2017
Il G20 del 2017 è stato il dodicesimo meeting del Gruppo dei Venti (G20). Si è tenuto il 7 e 8 luglio 2017 nella città di Amburgo, in Germania. È stato il primo vertice del G20 ospitato dalla Germania e il terzo ospitato da un Paese dell'Unione europea, dopo quelli del 2009 in Regno Unito e del 2011 in Francia. La riunione è stata guidata dalla cancelliera tedesca Angela Merkel.

## Agenda e risultati

### Terrorismo e questione migratoria

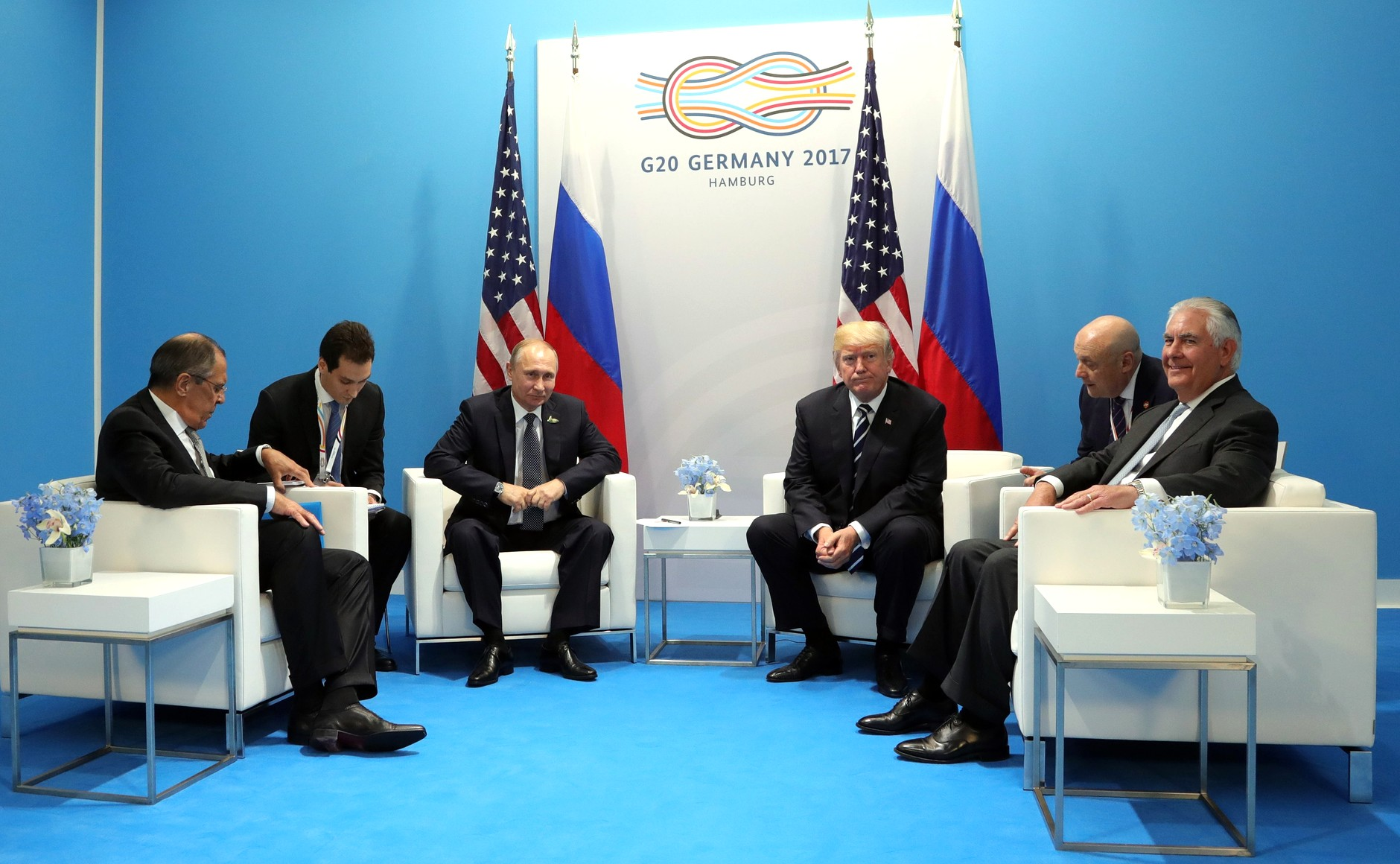
Il primo incontro tra Vladimir Putin e Donald Trump al G20

In un comunicato congiunto, i leader del G20 si sono ripromessi di prendere misure per bloccare ogni tipo di finanziamento a gruppi terroristici e per impedire che Internet venga usato per diffondere la loro propaganda. Il G20 è coinciso inoltre con il primo atteso incontro tra Vladimir Putin e Donald Trump che hanno raggiunto un nuovo accordo di cessate il fuoco nel sud-ovest della Siria. La cancelliera tedesca Angela Merkel durante la sua conferenza stampa finale ha detto di essere stata contenta che tale incontro sia avvenuto nel G20 tedesco dichiarando che "è sempre meglio parlare l'uno con l'altro piuttosto che uno dell'altro."
Per quanto riguarda la questione migratoria non sono state previste nel comunicato finale, a causa dell'opposizione di Cina e Russia, delle sanzioni internazionali contro i trafficanti di esseri umani, come invece richiesto in primis dai Paesi europei.

### Cambiamenti climatici

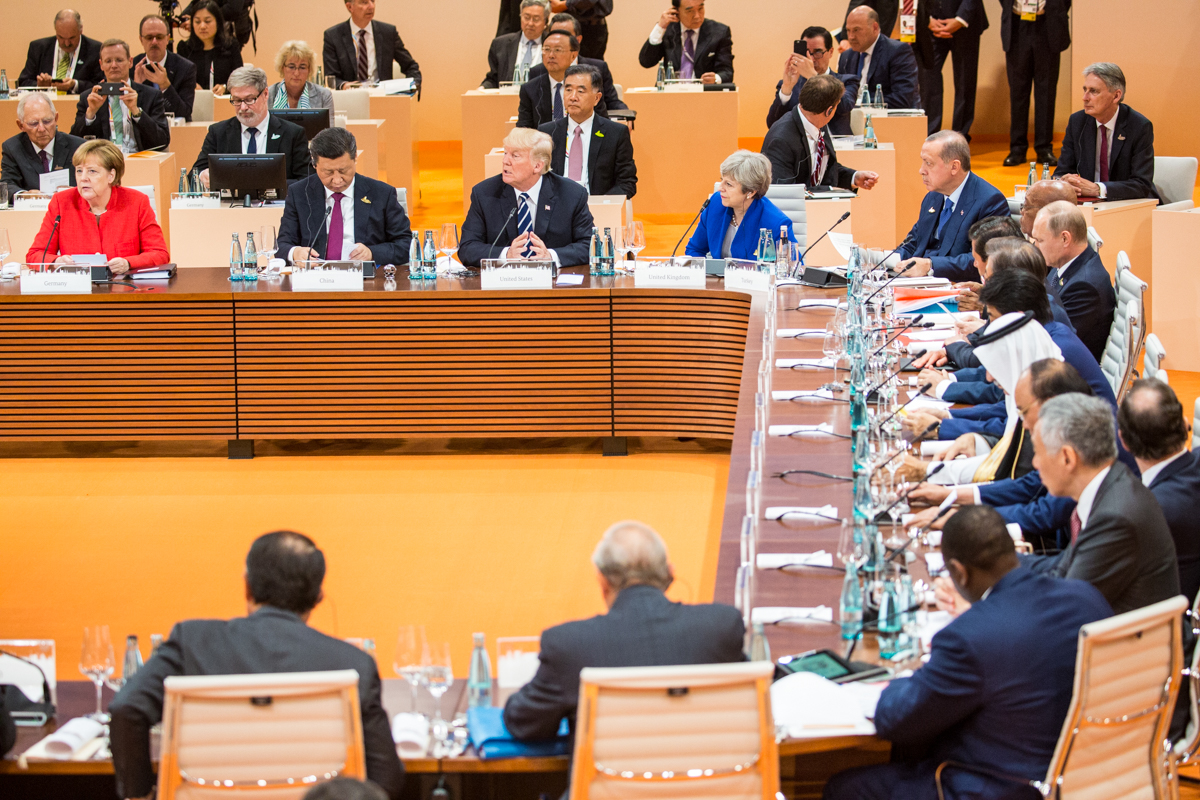
Una sessione di lavoro del G20

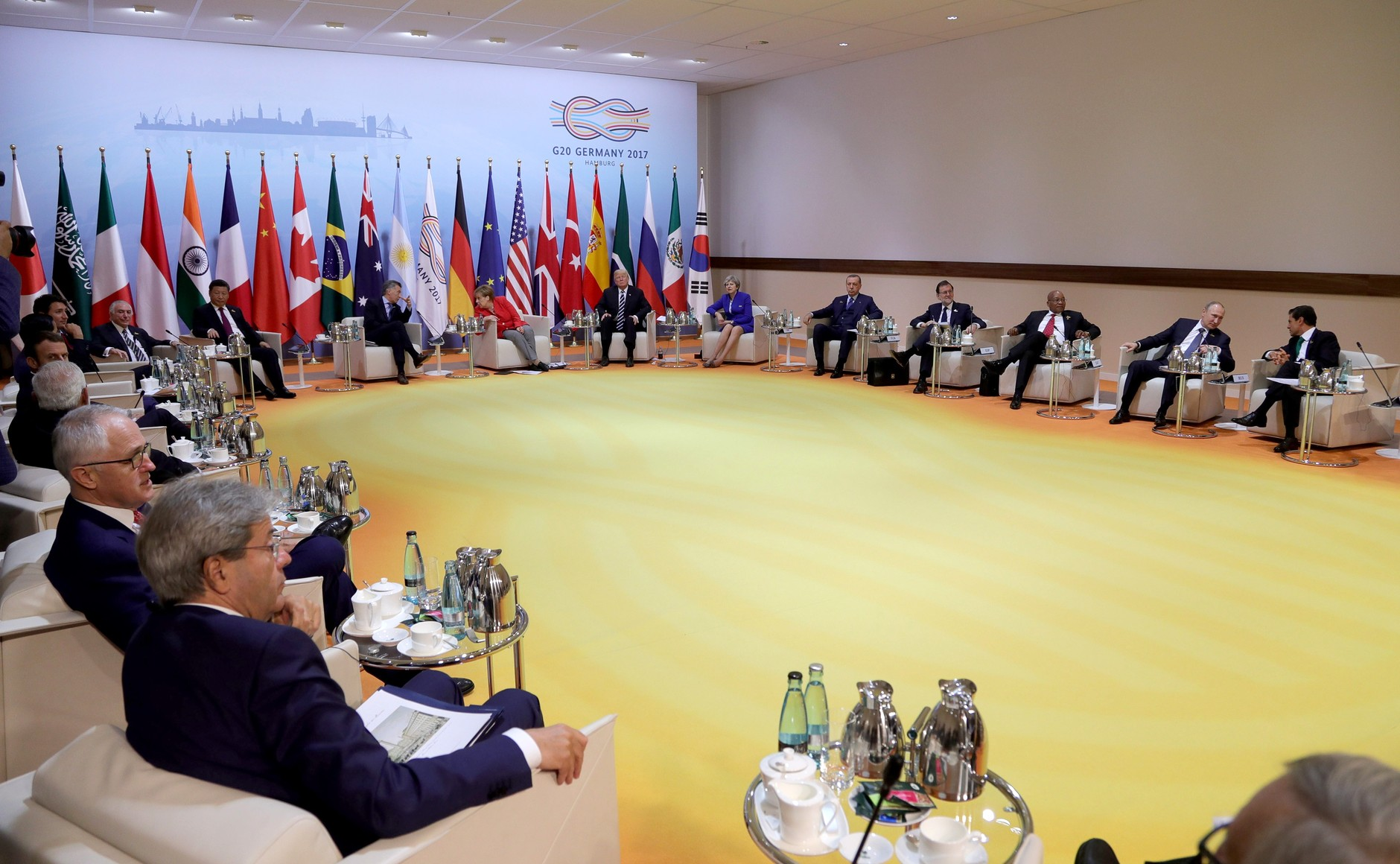
I leader durante la prima giornata del G20

Nel corso del G20 i leader, pur prendendo atto della decisione degli Stati Uniti di uscire dall'accordo di Parigi, hanno definito tale accordo come irreversibile e non soggetto a rinegoziazioni. La cancelliera Merkel si è detta lieta che nonostante la decisione americana, tutti gli altri siano stati concordi sul fatto che non si possa tornare indietro ma si è detta pessimista su una marcia indietro di Trump. Trump ha inoltre ottenuto nel testo finale del comunicato una concessione sui combustibili fossili che consente agli Stati Uniti di cooperare con altri partner per facilitare l'accesso e l'utilizzo il più pulito ed efficace delle energie fossili, aiutandoli a sviluppare quelle rinnovabili e altre forme di energia pulita.

### Commercio
Per quanto riguarda il commercio, i Paesi partecipanti si sono riconosciuti sul libero commercio e contro le politiche di protezionismo e i comportamenti scorretti nel commercio come il dumping. Nel comunicato il commercio libero e aperto viene riconosciuto come motore della crescita, della produttività, dell'innovazione e della creazione di posti di lavoro ma viene riconosciuto anche il ruolo legittimo di strumenti di difesa nazionali.

## Partecipanti

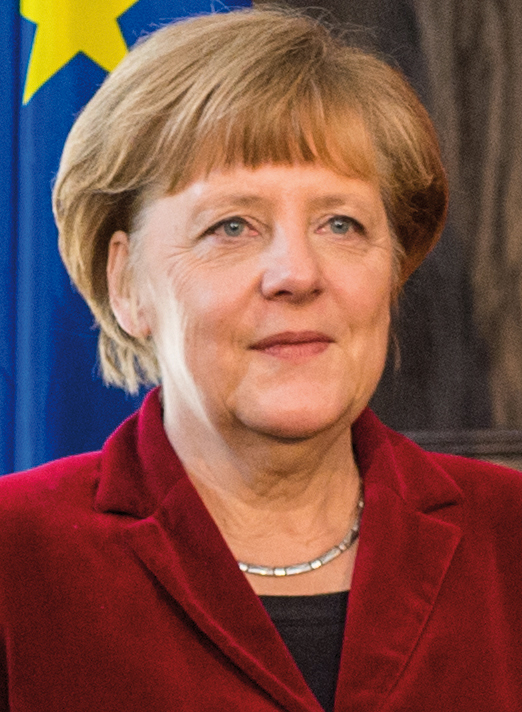
DEU Angela Merkel, Cancelliera
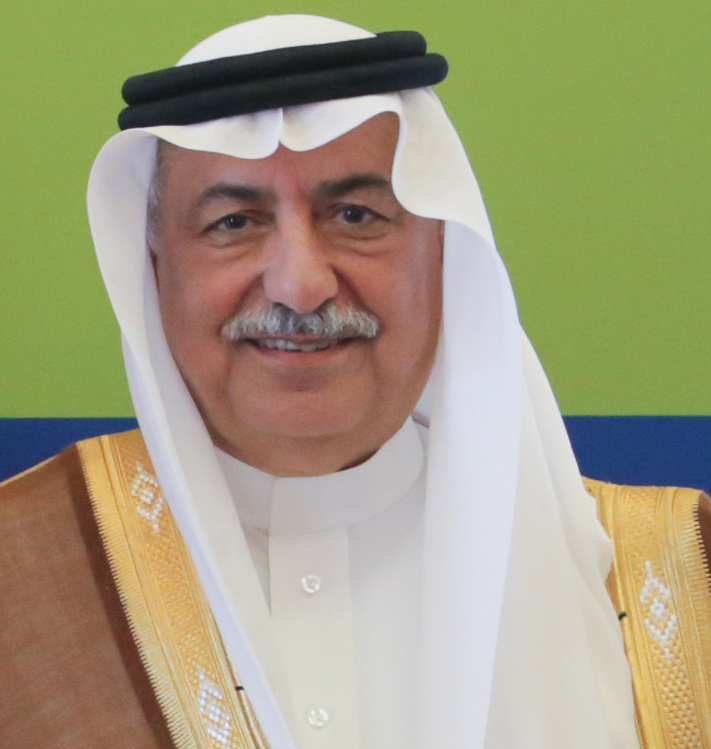
SAU Ibrahim Abdulaziz Al-Assaf, Ministro di Stato
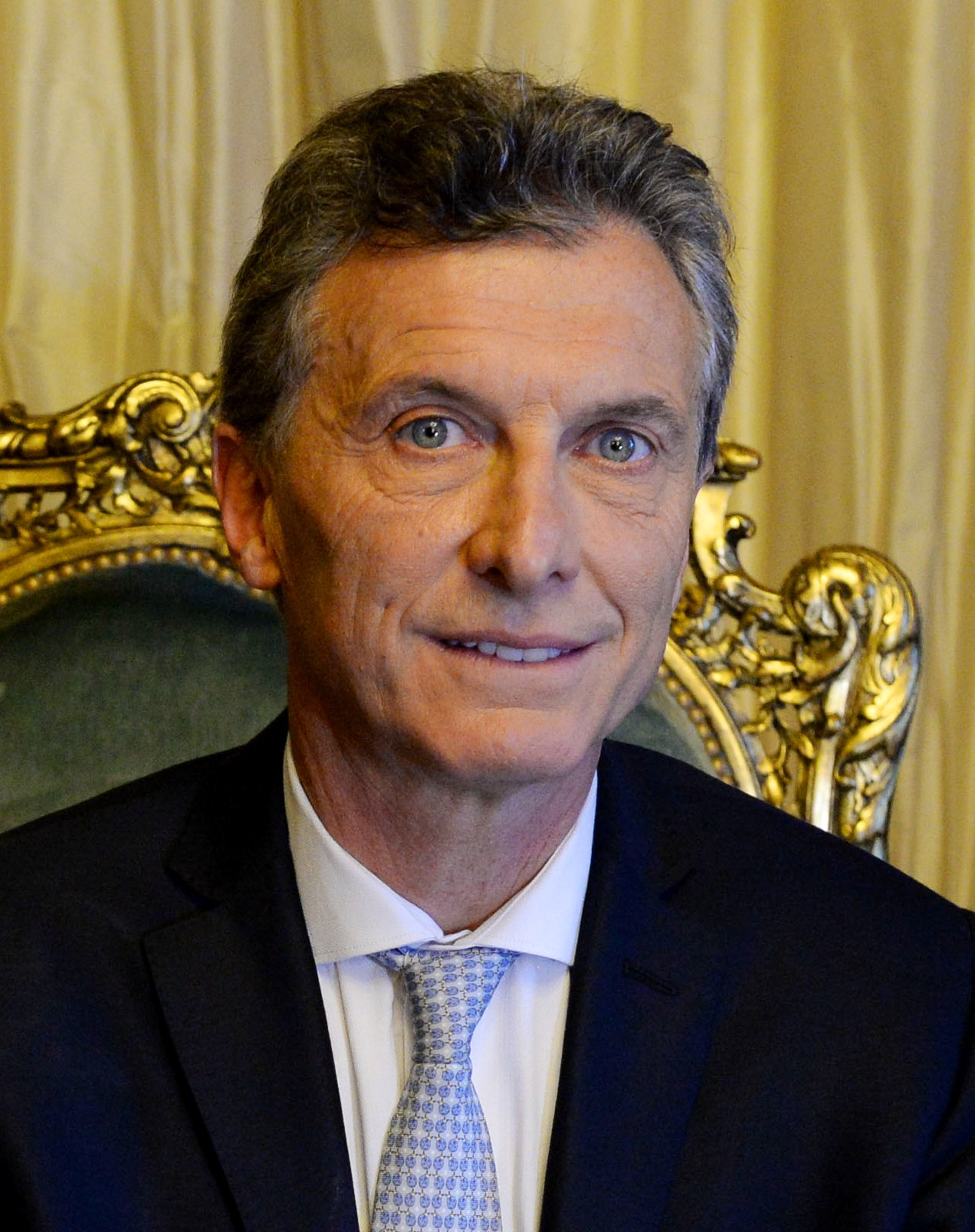
ARG Mauricio Macri, Presidente
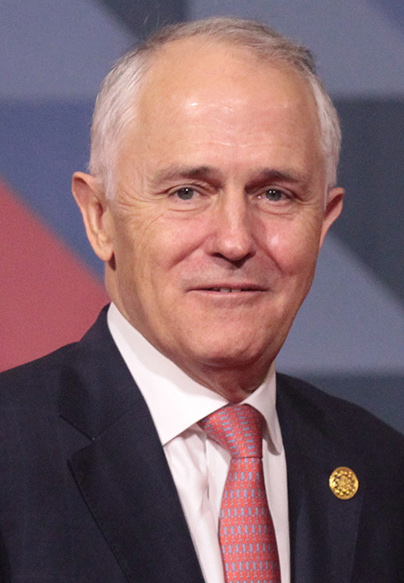
AUS Malcolm Turnbull, Primo ministro
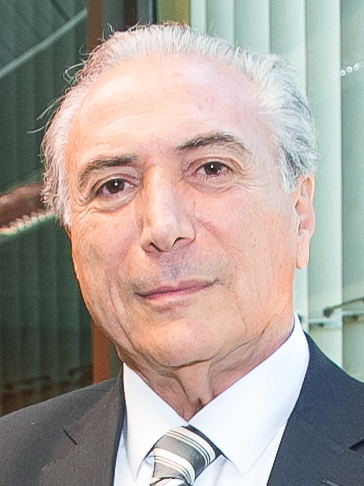
BRA Michel Temer, Presidente
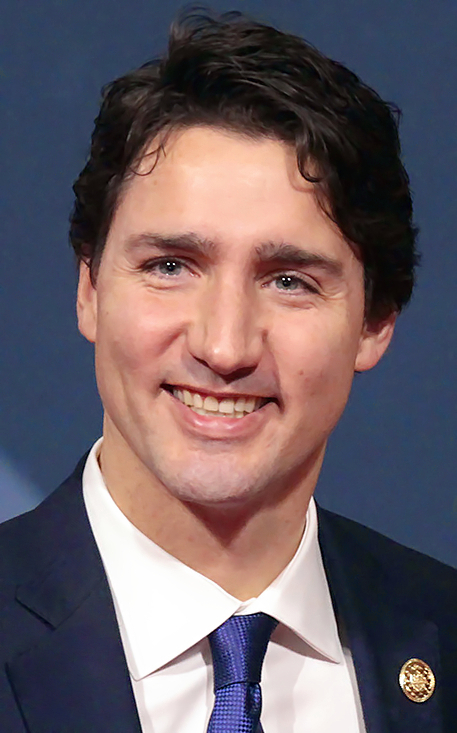
CAN Justin Trudeau, Primo ministro
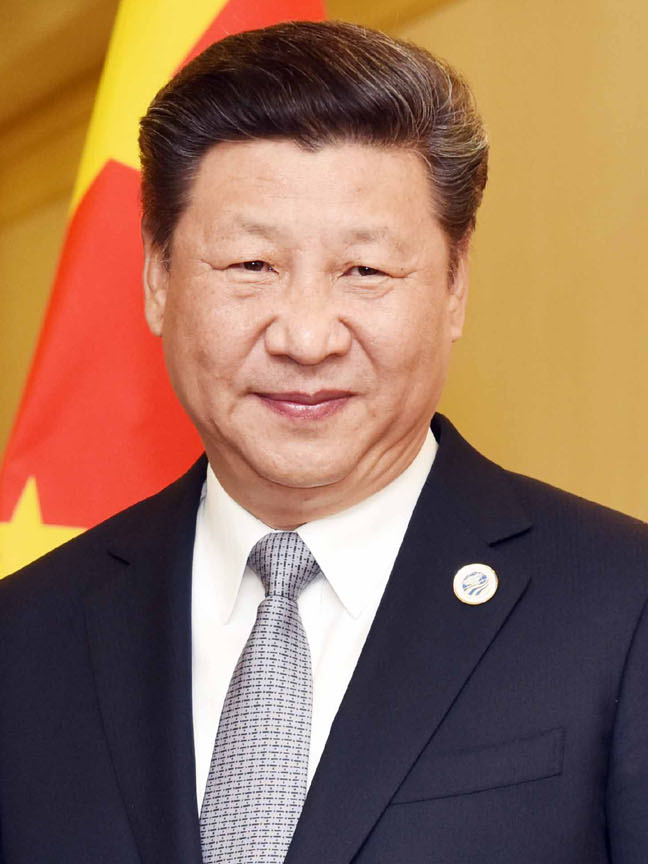
CHN Xi Jinping, Presidente
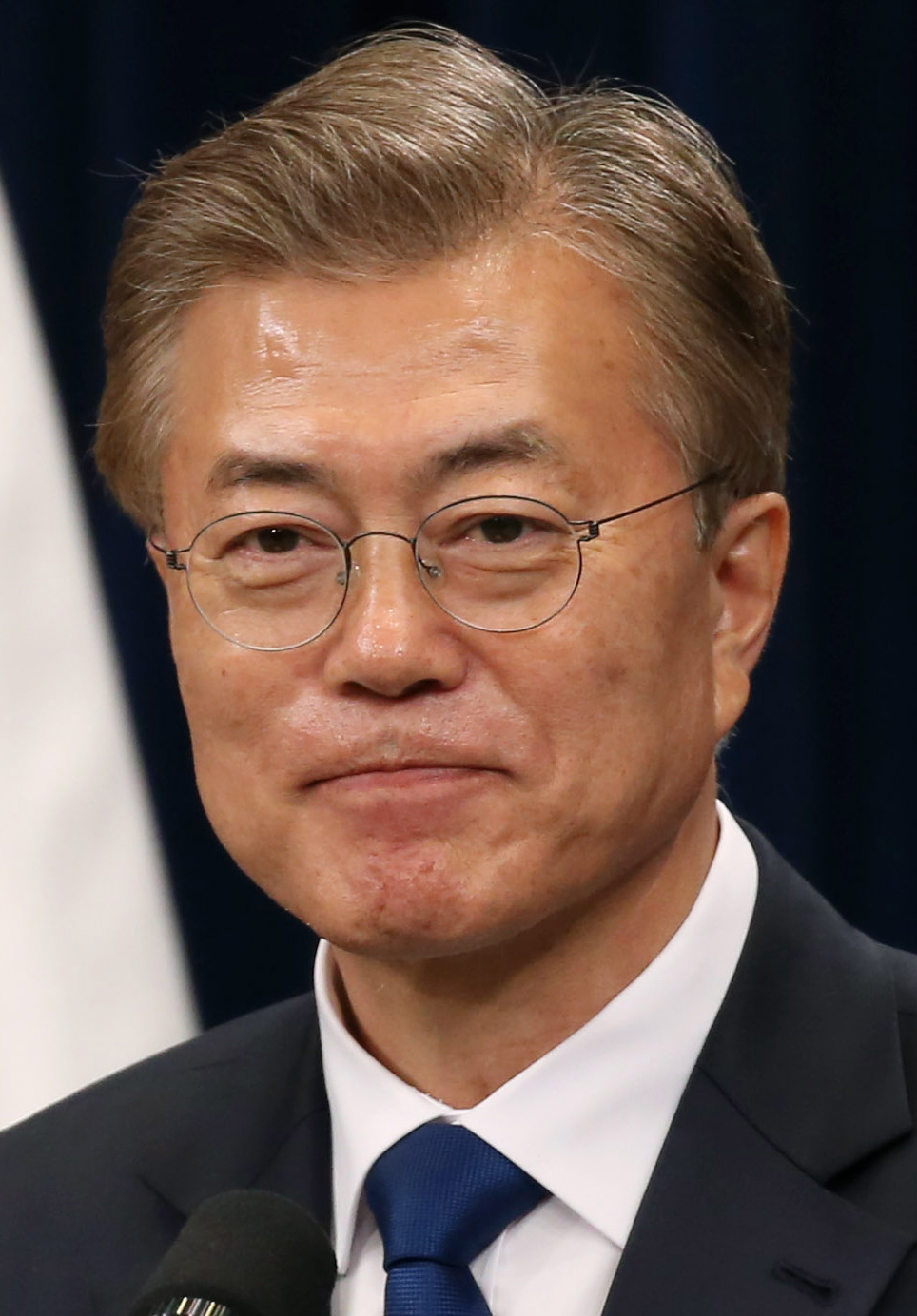
KOR Moon Jae-in, Presidente
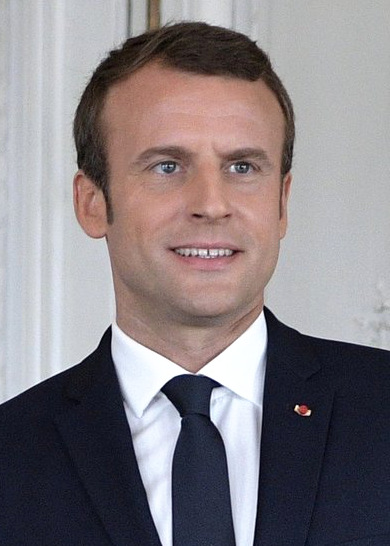
FRA Emmanuel Macron, Presidente
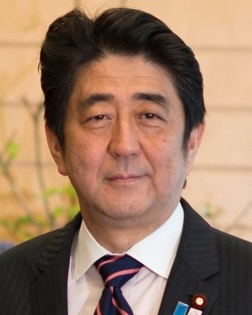
JPN Shinzō Abe, Primo ministro
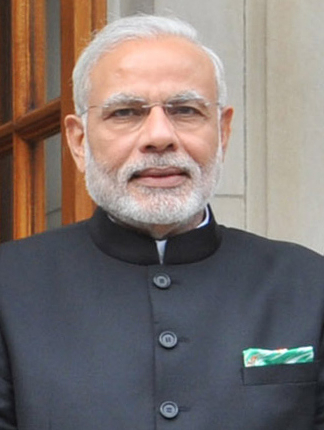
IND Narendra Modi, Primo ministro
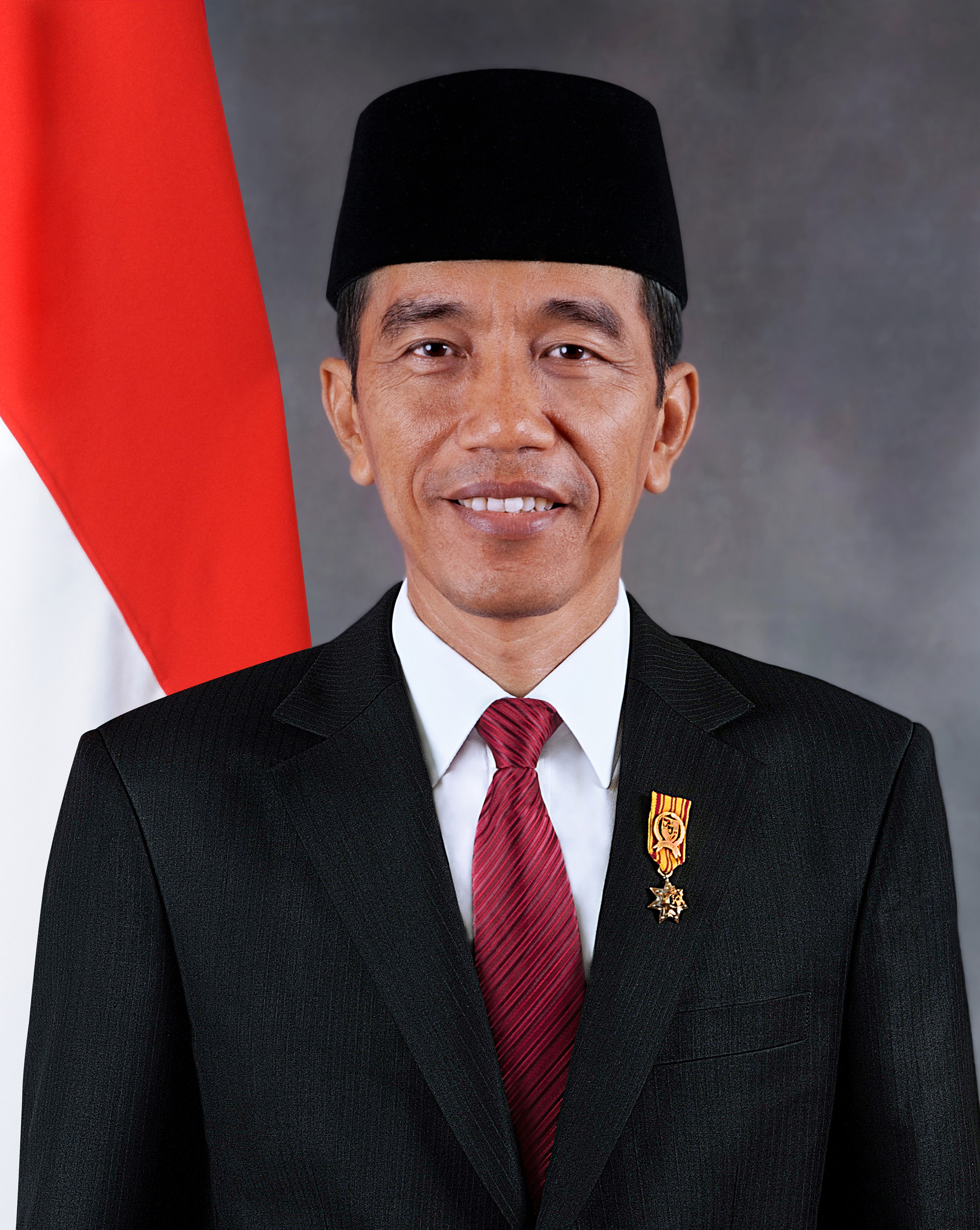
IDN Joko Widodo, Presidente
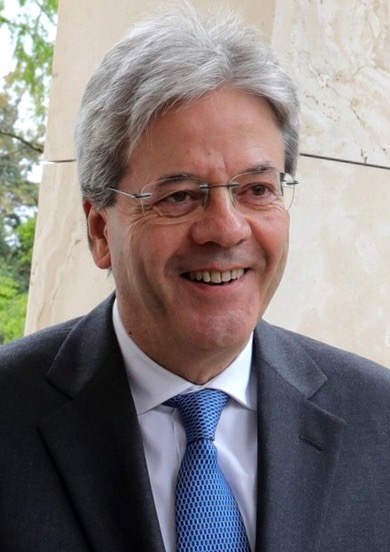
ITA Paolo Gentiloni, Presidente del Consiglio
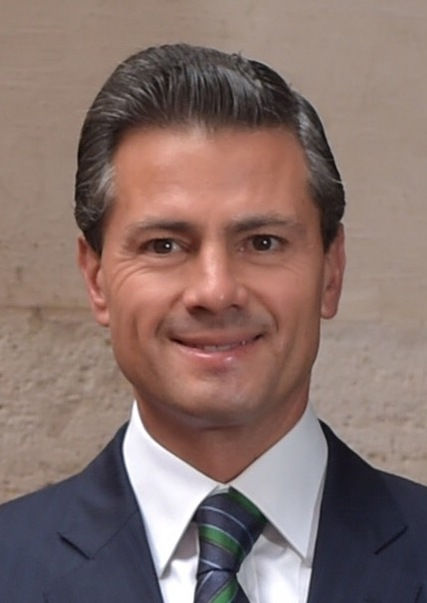
MEX Enrique Peña Nieto, Presidente
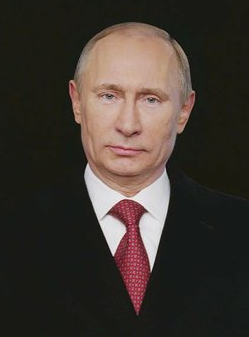
RUS Vladimir Putin, Presidente
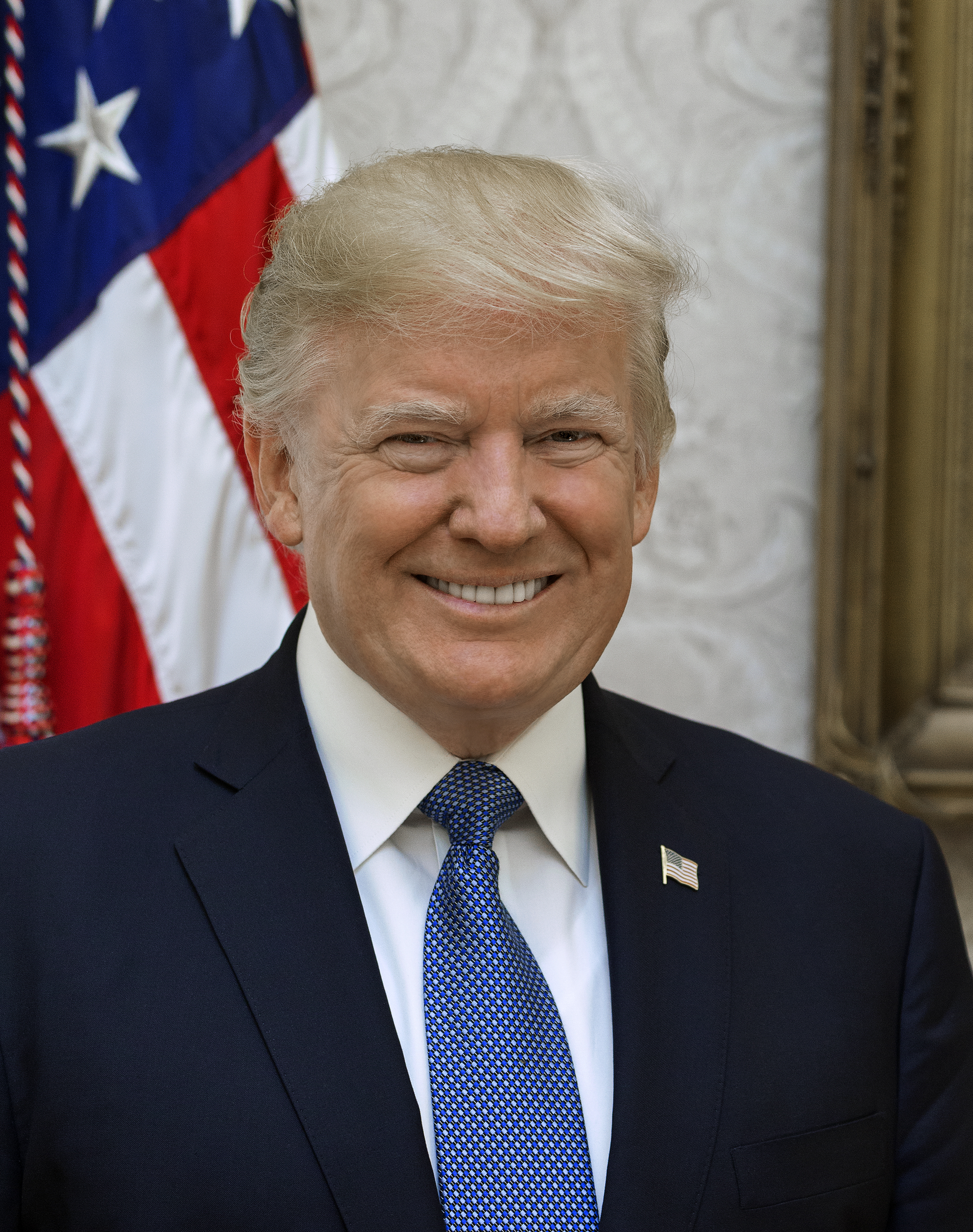
USA Donald Trump, Presidente
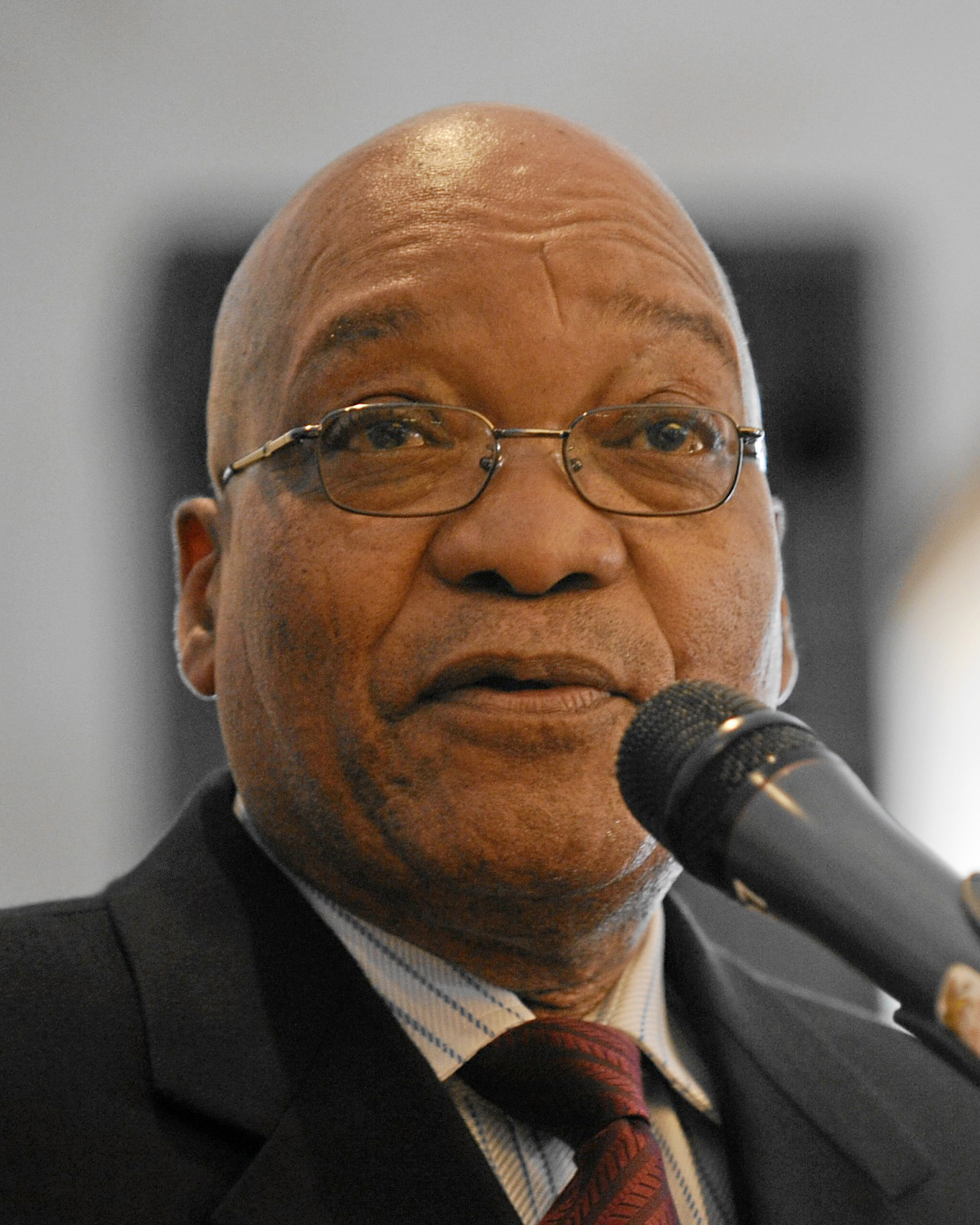
ZAF Jacob Zuma, Presidente
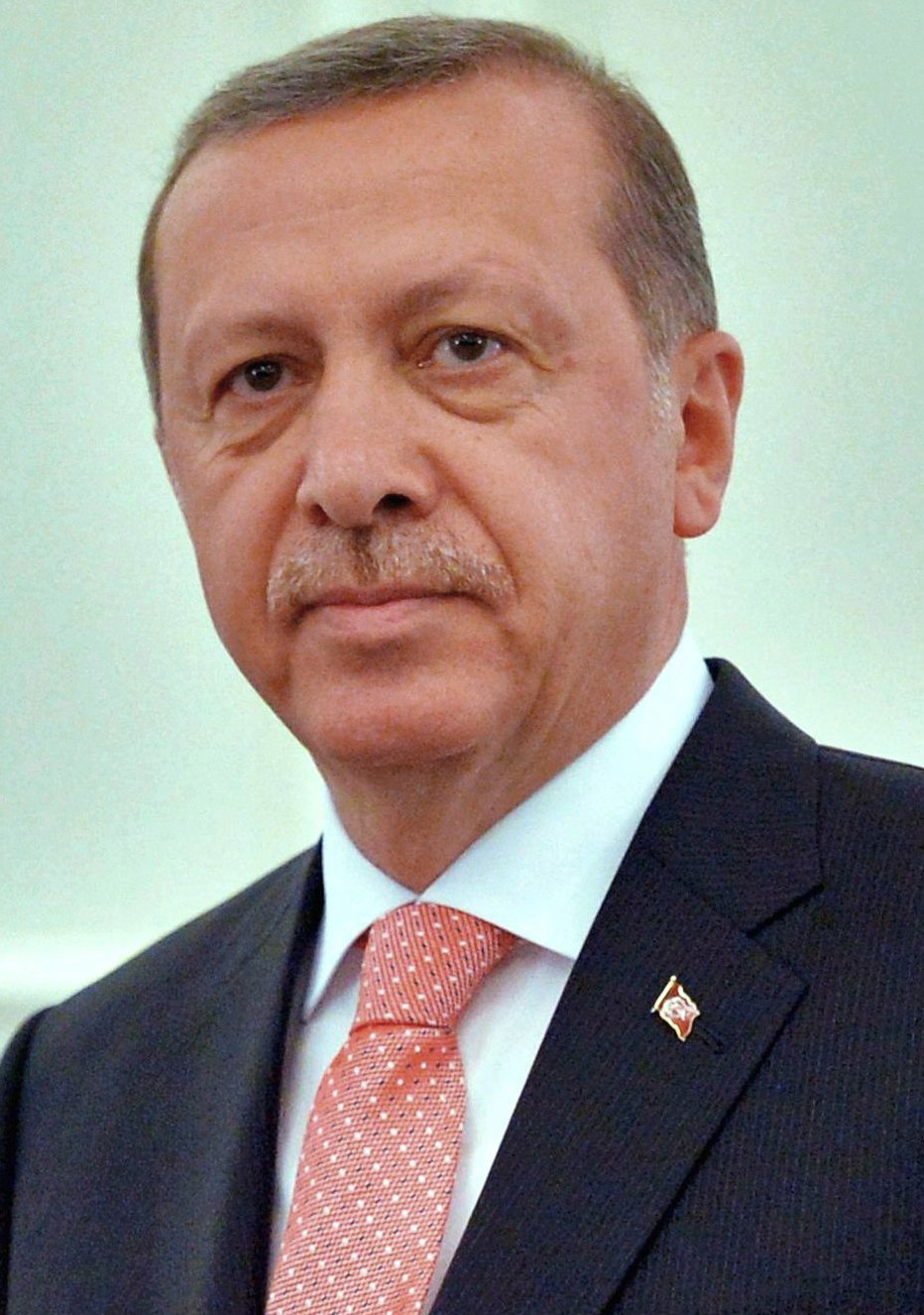
TUR Recep Tayyip Erdoğan, Presidente
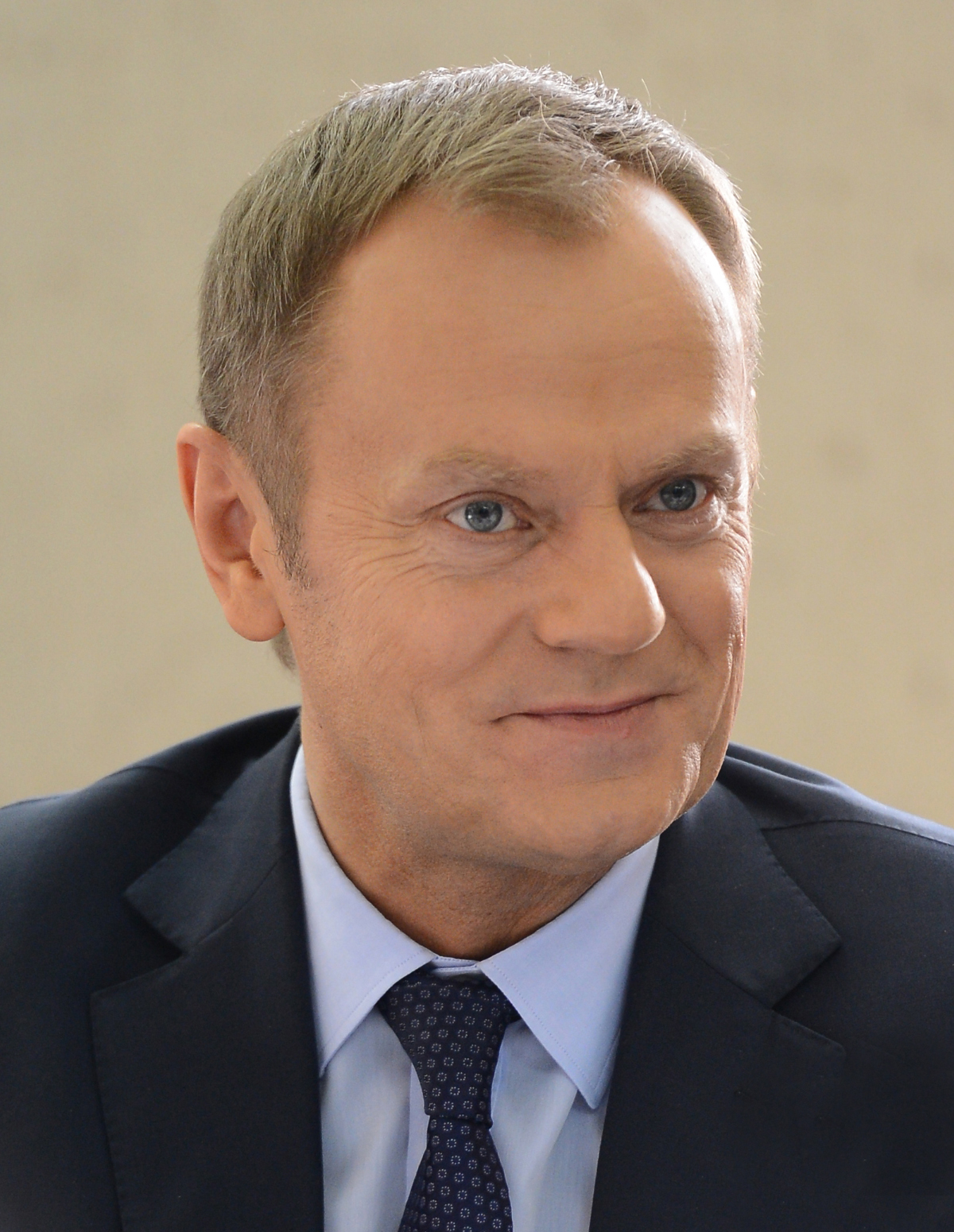
' Donald Tusk, Presidente del Consiglio europeo
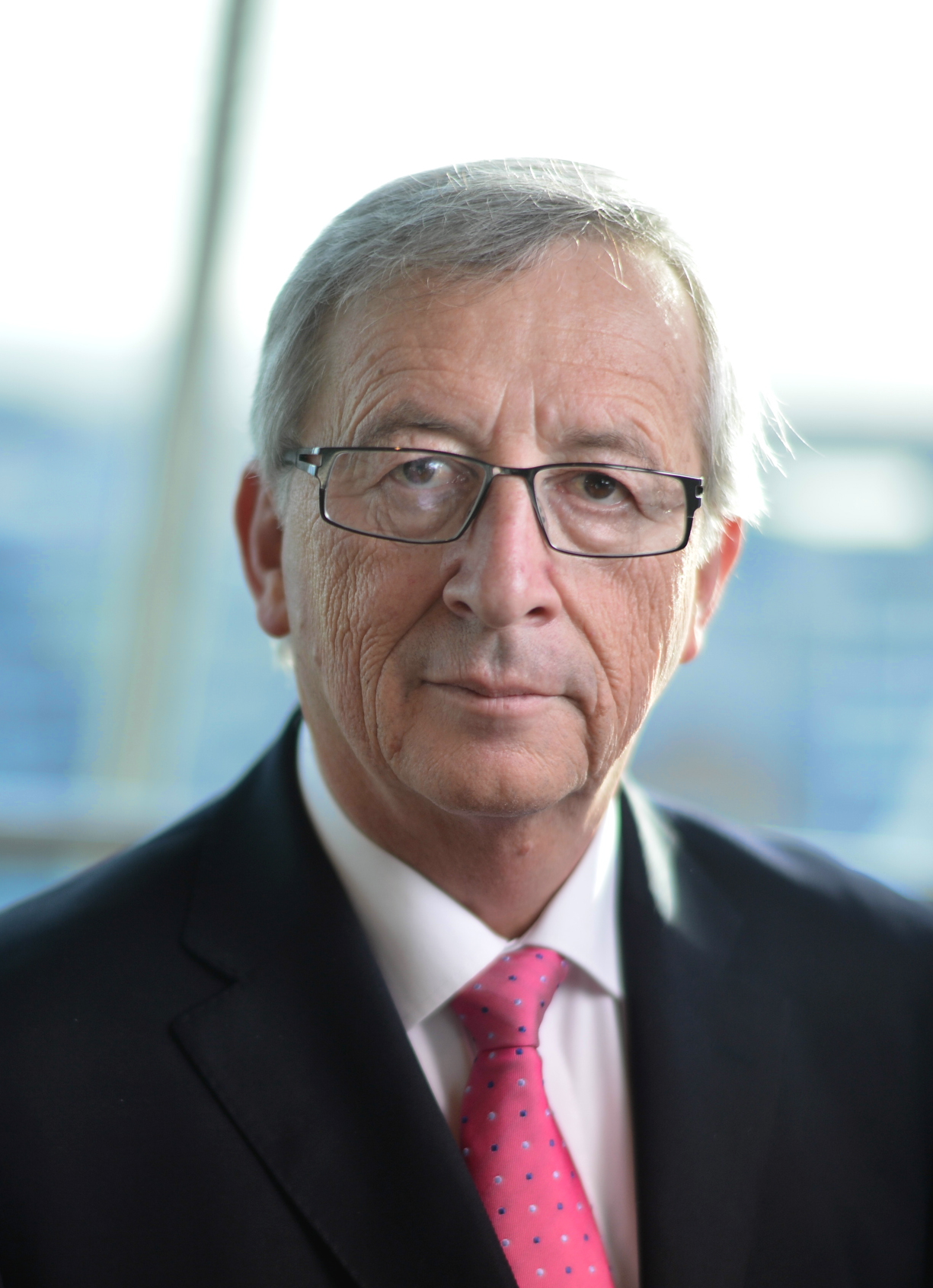
' Jean-Claude Juncker, Presidente della Commissione

- Germania
Angela Merkel,
 Cancelliera
- Arabia Saudita
Ibrahim Abdulaziz Al-Assaf,
 Ministro di Stato[6]
- Argentina
Mauricio Macri,
 Presidente
- Australia
Malcolm Turnbull,
 Primo ministro
- Brasile
Michel Temer,
Presidente
- Canada
Justin Trudeau,
 Primo ministro
- Cina
Xi Jinping,
 Presidente
- Corea del Sud
Moon Jae-in,
 Presidente
- Francia
Emmanuel Macron, Presidente
- Giappone
Shinzō Abe,
 Primo ministro
- India
Narendra Modi,
 Primo ministro
- Indonesia
Joko Widodo,
 Presidente
- Italia
Paolo Gentiloni, 
Presidente del Consiglio
- Messico
Enrique Peña Nieto,
 Presidente
- Russia
Vladimir Putin,
 Presidente
- Stati Uniti
Donald Trump, Presidente
- Sudafrica
Jacob Zuma,
 Presidente
- Turchia
Recep Tayyip Erdoğan,
 Presidente
- Unione europea
Donald Tusk,
 Presidente del Consiglio europeo
- Unione europea
Jean-Claude Juncker,
 Presidente della Commissione

### Leader invitati

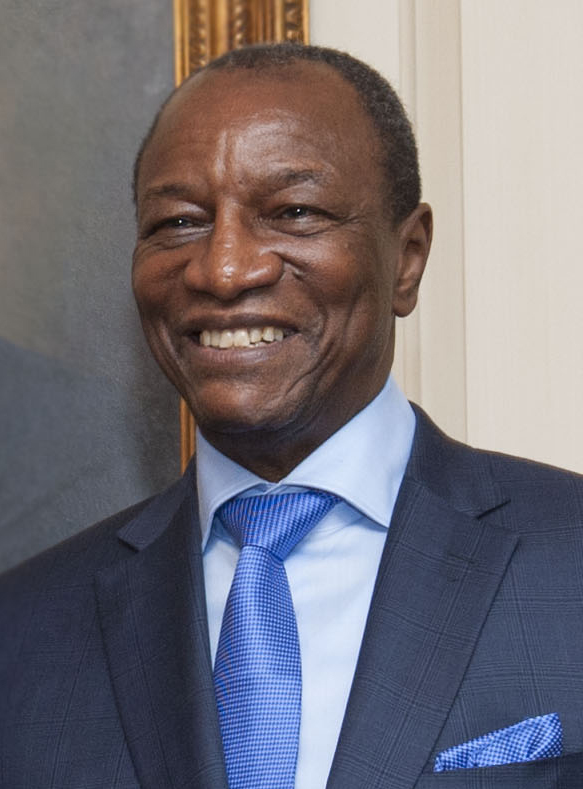
GIN Alpha Condé, Presidente
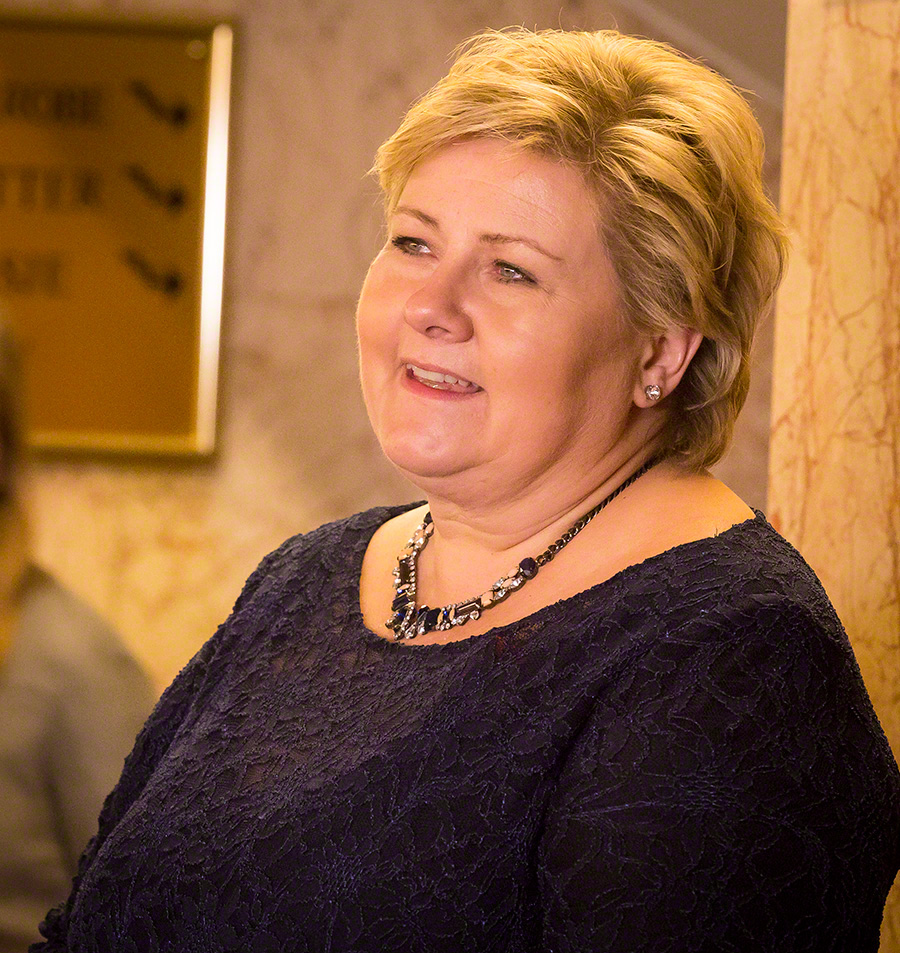
NOR Erna Solberg, Primo ministro
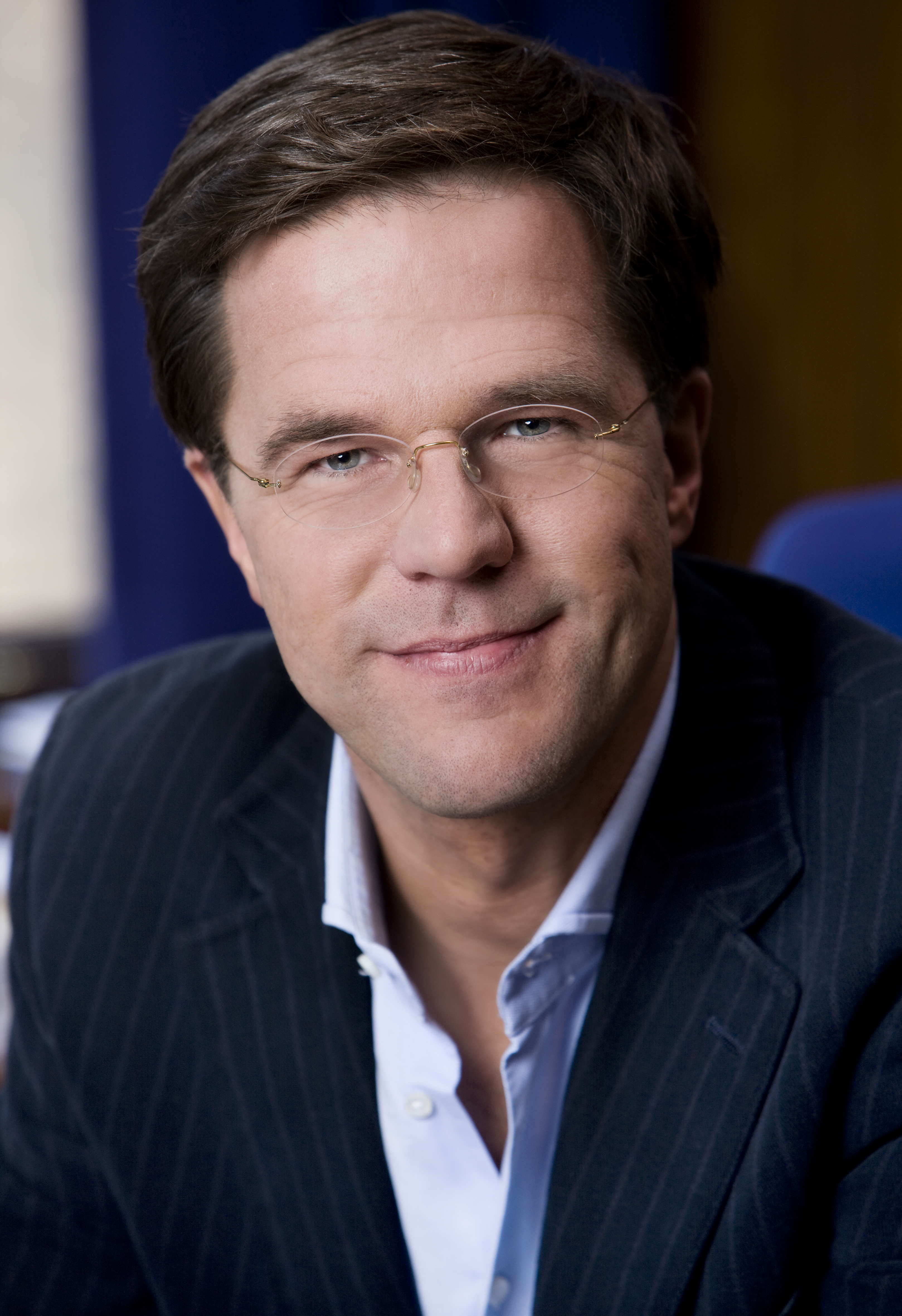
NLD Mark Rutte, Primo ministro
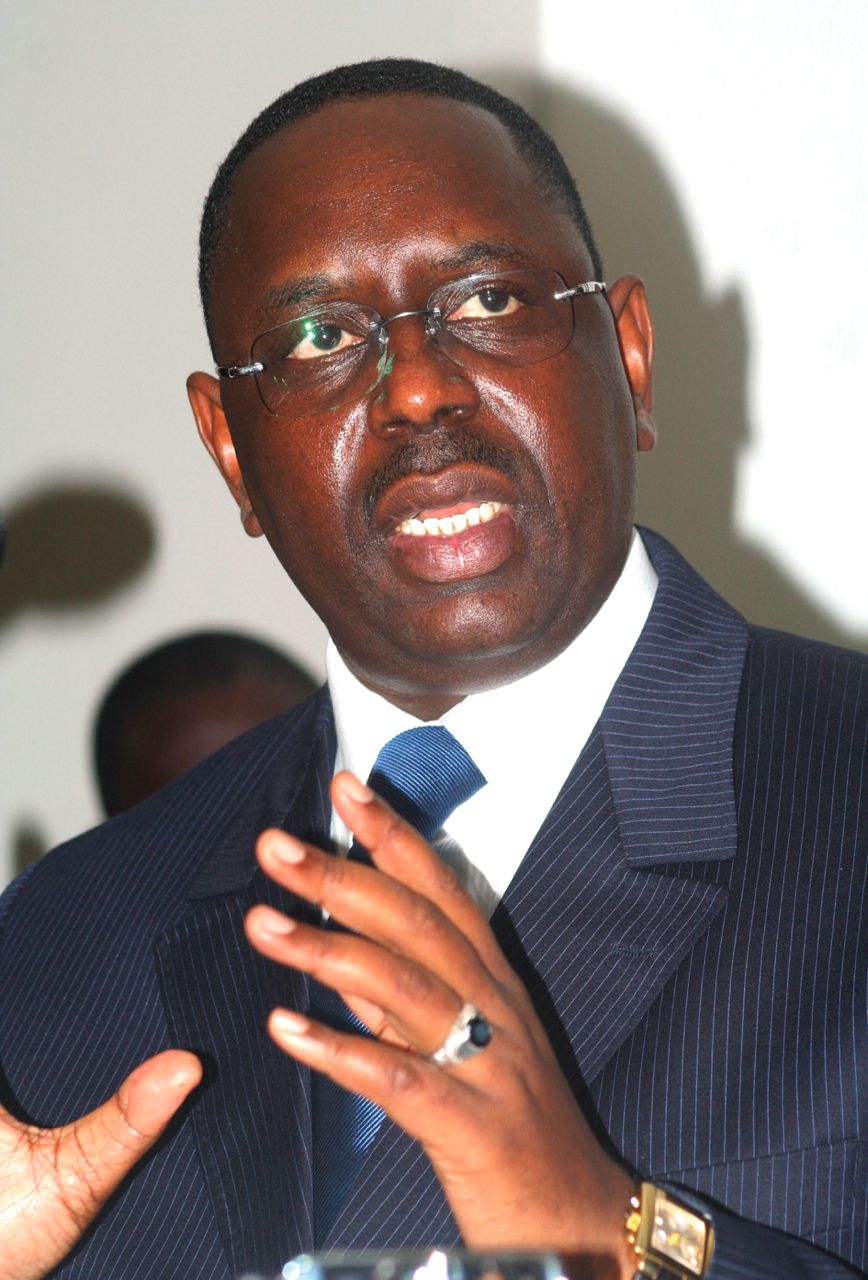
SEN Macky Sall, Presidente
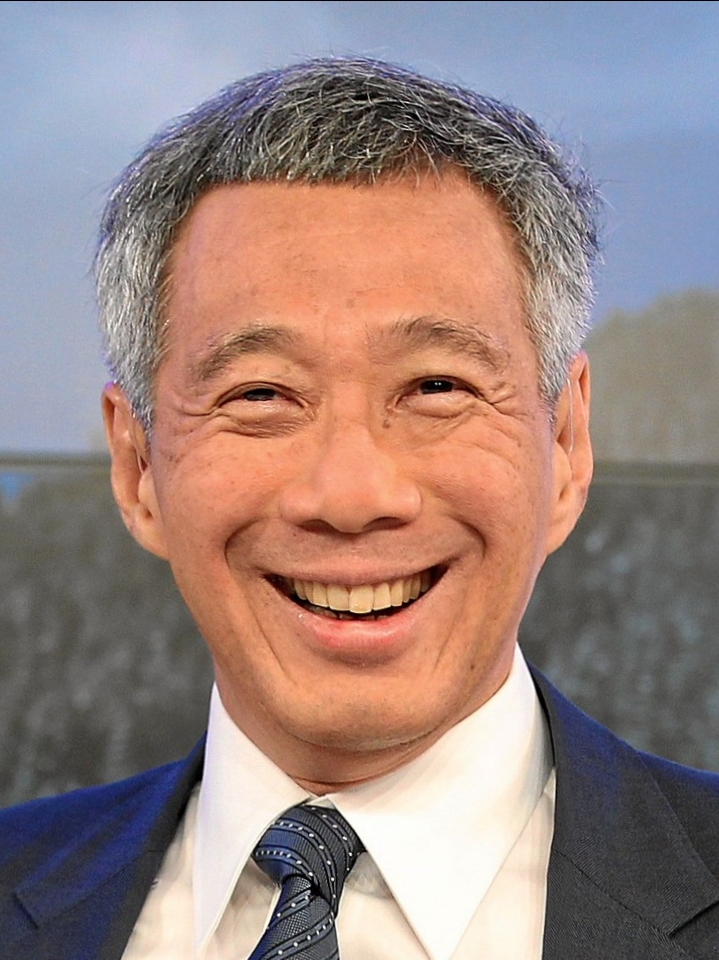
SGP Lee Hsien Loong, Primo ministro
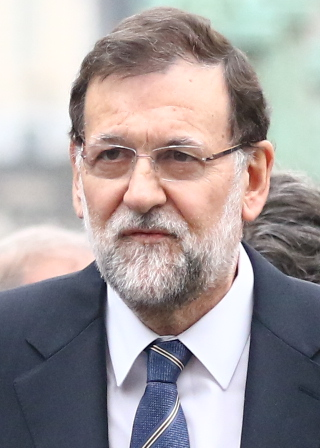
ESP Mariano Rajoy, Presidente del Governo, Ospite permanente
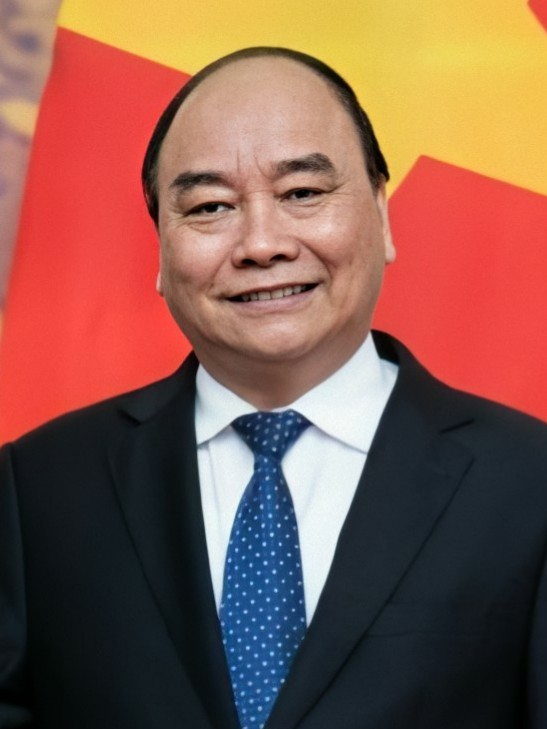
VNM Nguyễn Xuân Phúc, Primo ministro

- Guinea
Alpha Condé, 
Presidente[7]
- Norvegia
Erna Solberg,
 Primo ministro
- Paesi Bassi
Mark Rutte,
 Primo ministro
- Senegal
Macky Sall,
 Presidente[8]
- Singapore
Lee Hsien Loong,
 Primo ministro
- Spagna
Mariano Rajoy,
 Presidente del Governo, Ospite permanente
- Vietnam
Nguyễn Xuân Phúc, 
Primo ministro[9]

### Organizzazioni internazionali

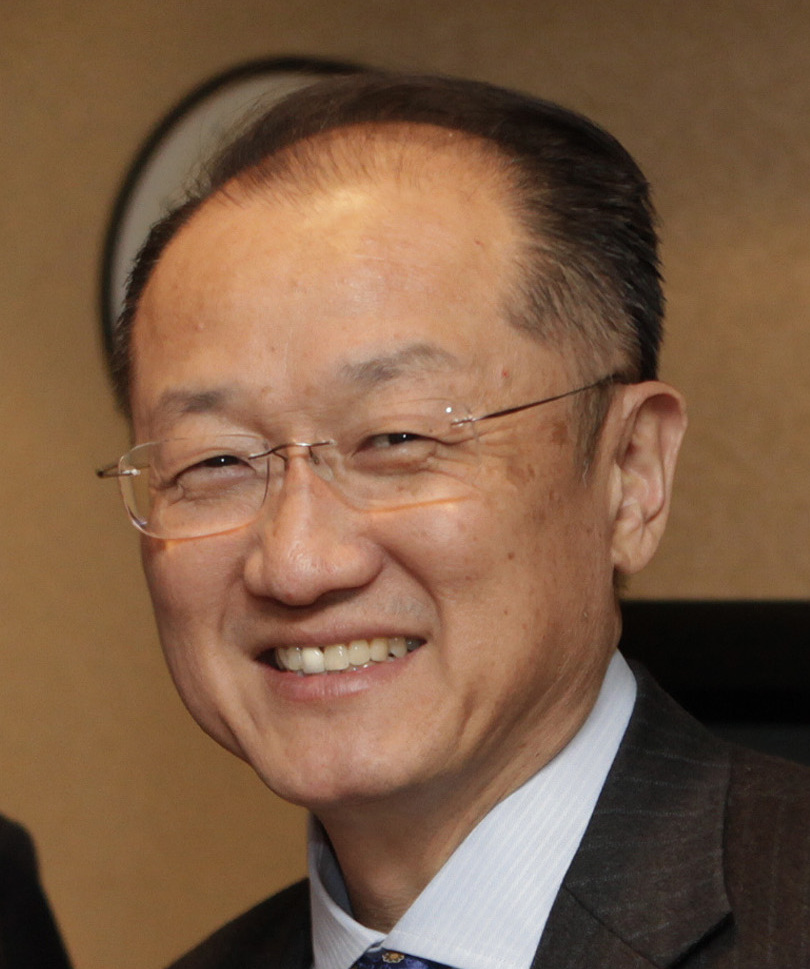
Banca Mondiale Jim Yong Kim Presidente
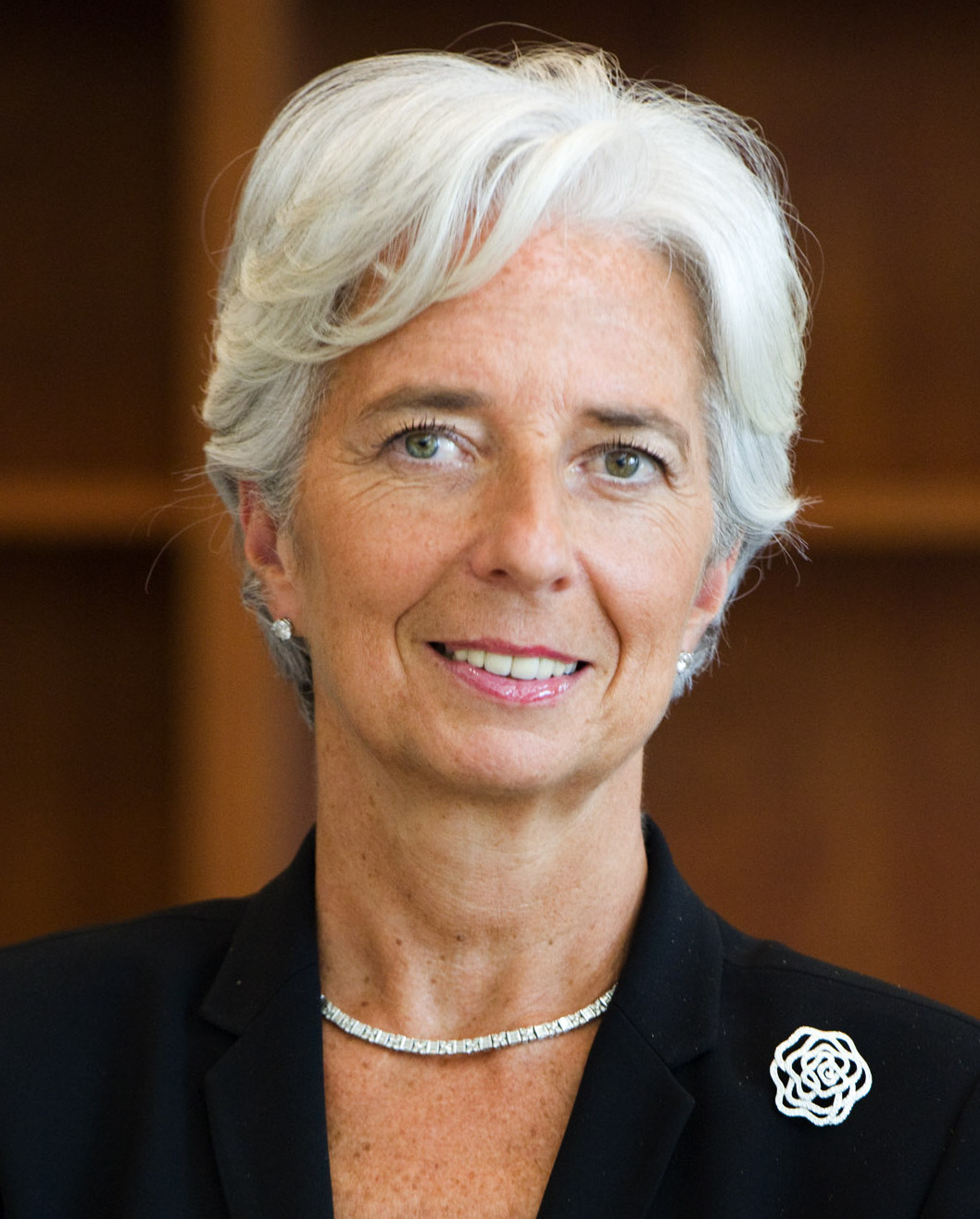
Fondo monetario internazionale Christine Lagarde Direttore Operativo
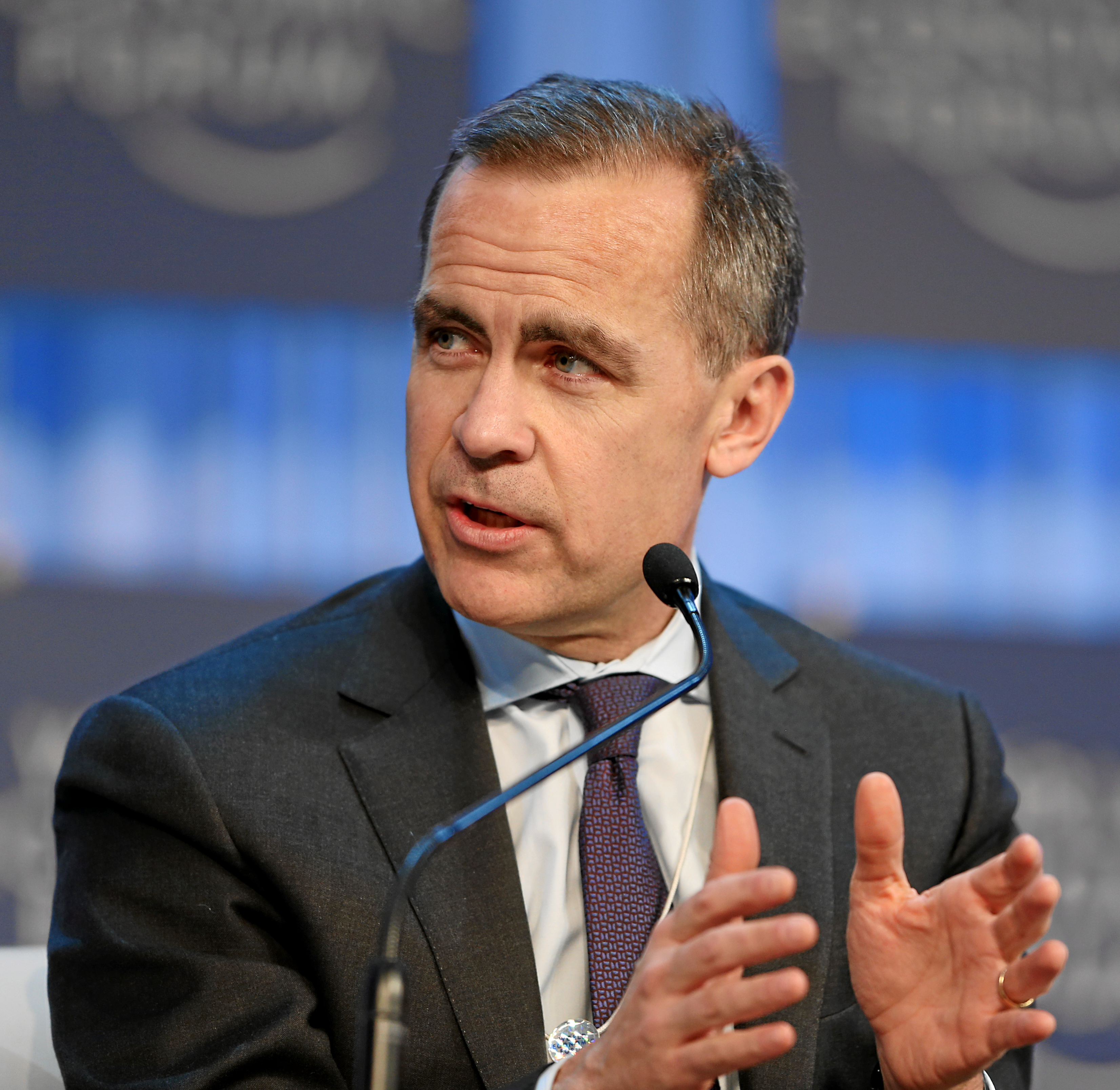
Consiglio per la stabilità finanziaria Mark Carney Presidente
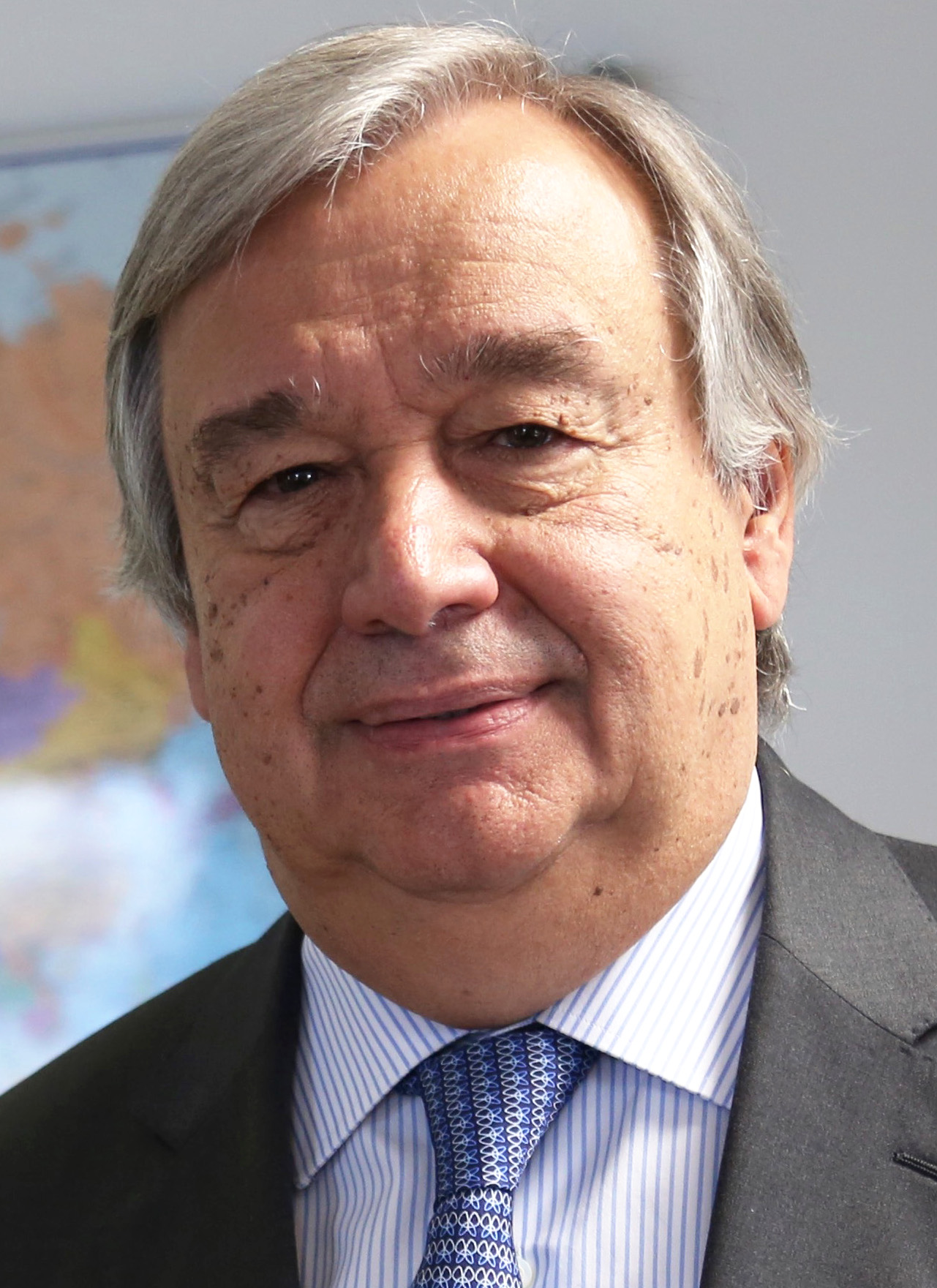
Nazioni Unite António Guterres Segretario generale
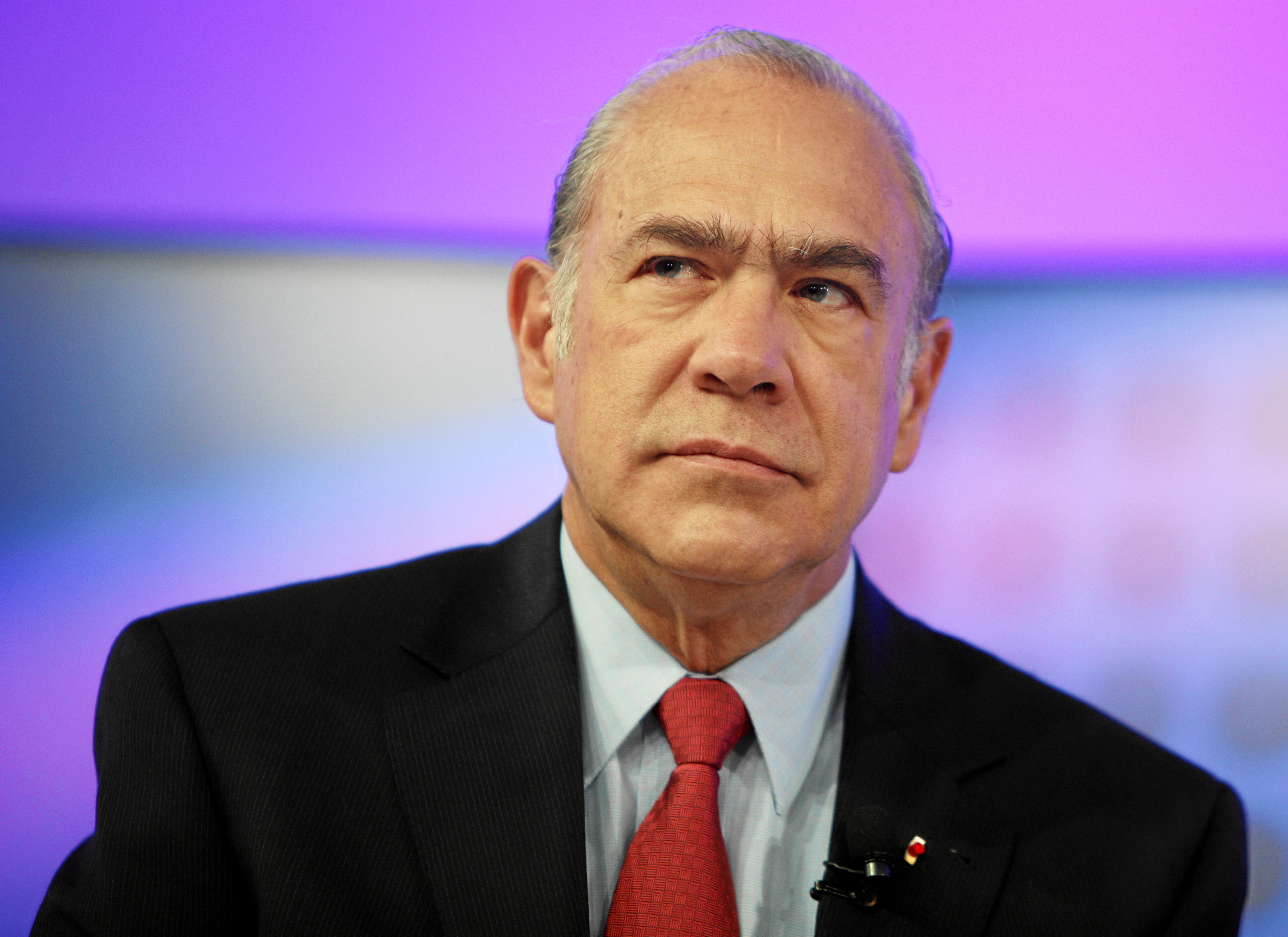
OCSE Ángel Gurría, Segretario generale
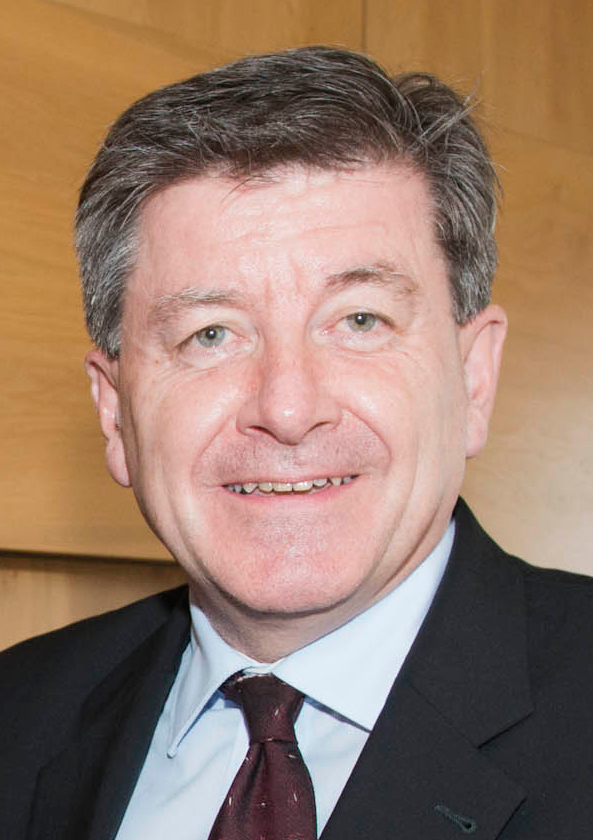
ILO Guy Ryder Direttore generale
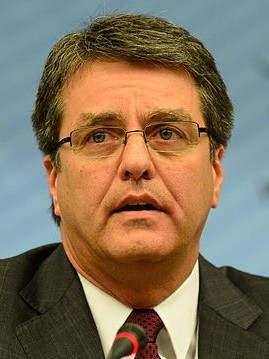
OMC Roberto Azevêdo Direttore generale
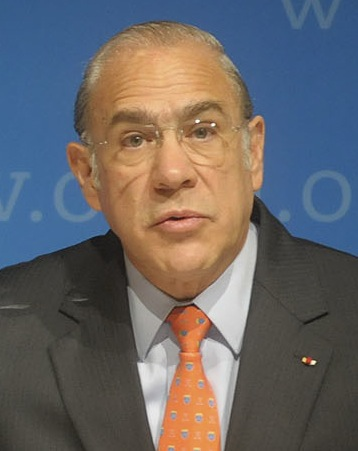
OCSE Ángel Gurría, Segretario generale
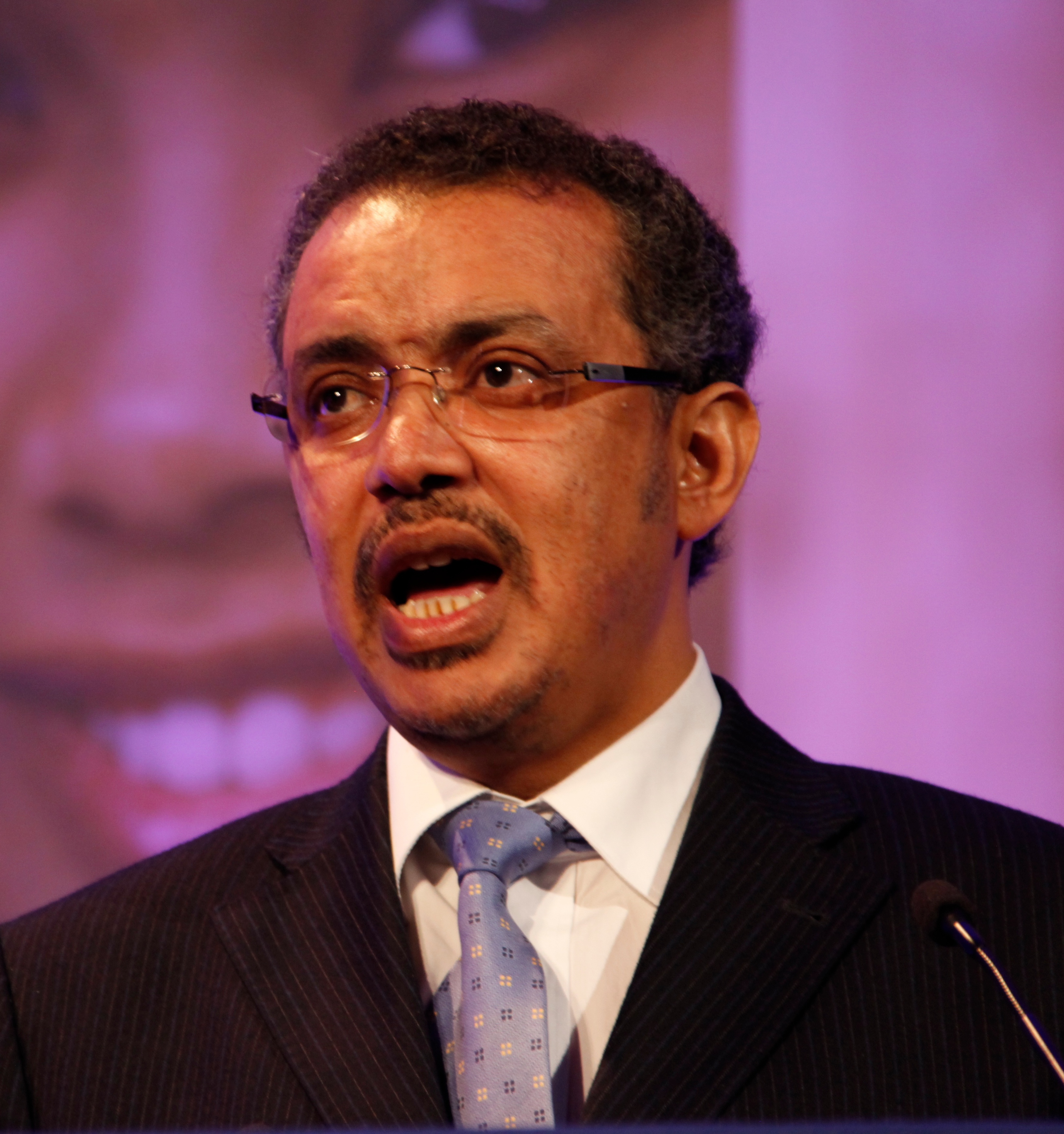
OMS Tedros Adhanom Direttore generale

## Altri summit nell'ambito del G20
| Data                | Città ospitante | Summit                               |
| ------------------- | --------------- | ------------------------------------ |
| 22 gennaio 2017     | Berlino         | G20 Ministri dell'Agricoltura        |
| 16-17 febbraio 2017 | Bonn            | G20 Ministri degli Esteri            |
| 17-18 marzo 2017    | Baden-Baden     | G20 Ministri delle Finanze           |
| 6-7 aprile 2017     | Düsseldorf      | G20 Ministri per la digitalizzazione |
| 18-19 maggio 2017   | Bad Neuenahr    | G20 Ministri del Lavoro              |
| 19-20 maggio 2017   | Berlino         | G20 Ministri della Salute            |

Fonte: